# Rosa uniflorella
Rosa uniflorella — вид рослин з родини трояндових (Rosaceae); ендемік Китаю.

## Опис
Це невеликий кущ. Гілочки коричневі або бузково-коричневі, циліндричні, вигнуті, стрункі, смугасті, майже голі; колючки розсіяні або попарно, короткі, плоскі. Листки включно з ніжками 2.5–3.5 см; прилистки переважно прилягають до ніжки, обидві поверхні та край рідко запушені, густо залозисто-запушені; остови й ніжки густо запушені й залозисто-запушені; листочків 5–7, оберненояйцеподібні або широко еліптичні, 7–10 × 5–7 см, знизу запушені, зверху мало-запушені, основа широко клиноподібна або майже округла, край просто пилчастий або майже вдвічі пилчастий, верхівка гостра або тупа. Квіти поодинокі, пазушні, 2–2.5 см у діаметрі. Чашолистків 5, ланцетні, ≈ 5 мм. Пелюсток 5, білі, довгасто зворотно-яйцюваті, основа клиноподібна, верхівка виїмчаста. Цинародії невідомі.

## Поширення
Ендемік Китаю: пн.-сх. Чжецзян. Населяє сонячні морські береги.